# Trident
Trident és una llança de tres puntes. S'utilitza per a la pesca submarina i, històricament, com a arma de llança. El trident també és l'arma de Posidó, o de Neptú, el déu del mar en la mitologia clàssica. En la mitologia hindú, és l'arma de Xiva, coneguda com a trishula (sànscrit per a 'triple-llança'). Ha estat utilitzat pels agricultors per eliminar fulles, llavors i brots de les tiges de plantes com el lli i el cànem.

## Etimologia
La paraula trident prové de la paraula francesa trident, que alhora prové del llatí tridens o tridentis: 'tres dents', referides a les tres puntes de l'arma. El nom sànscrit per al trident es trishula, un compost de tri त्रि i ṣūla शूल: 'tres espines'.
L'equivalent grec és τρίαινα, tríaina, que alhora prové del protogrec trianja, que significa 'triple'.

## Usos
En la mitologia grecoromana i hindú, es diu que el trident té el poder de controlar l'oceà.

### Pesca
Els tridents per a la pesca solen tenir punxes, que atrapen el peix fermament. Als països del sud i de l'oest mitjà dels Estats Units, aquest tipus de pesca serveix per pescar carpes, granotes, llenguado, i altres peixos.

### Combat
El trident, conegut com a dangpa, apareix com una arma en els antics sistemes de les arts marcials coreanes del segle xvii al segle xviii.
A l'antiga Roma, en una representació de la pesca, els tridents eren utilitzats per uns gladiadors nomenats reciaris. Els reciaris s'enfrontaven habitualment a un secutor, a qui llançava una xarxa per embolicar l'adversari i, després feia servir el trident per matar-lo.

## Simbolisme i mitologia

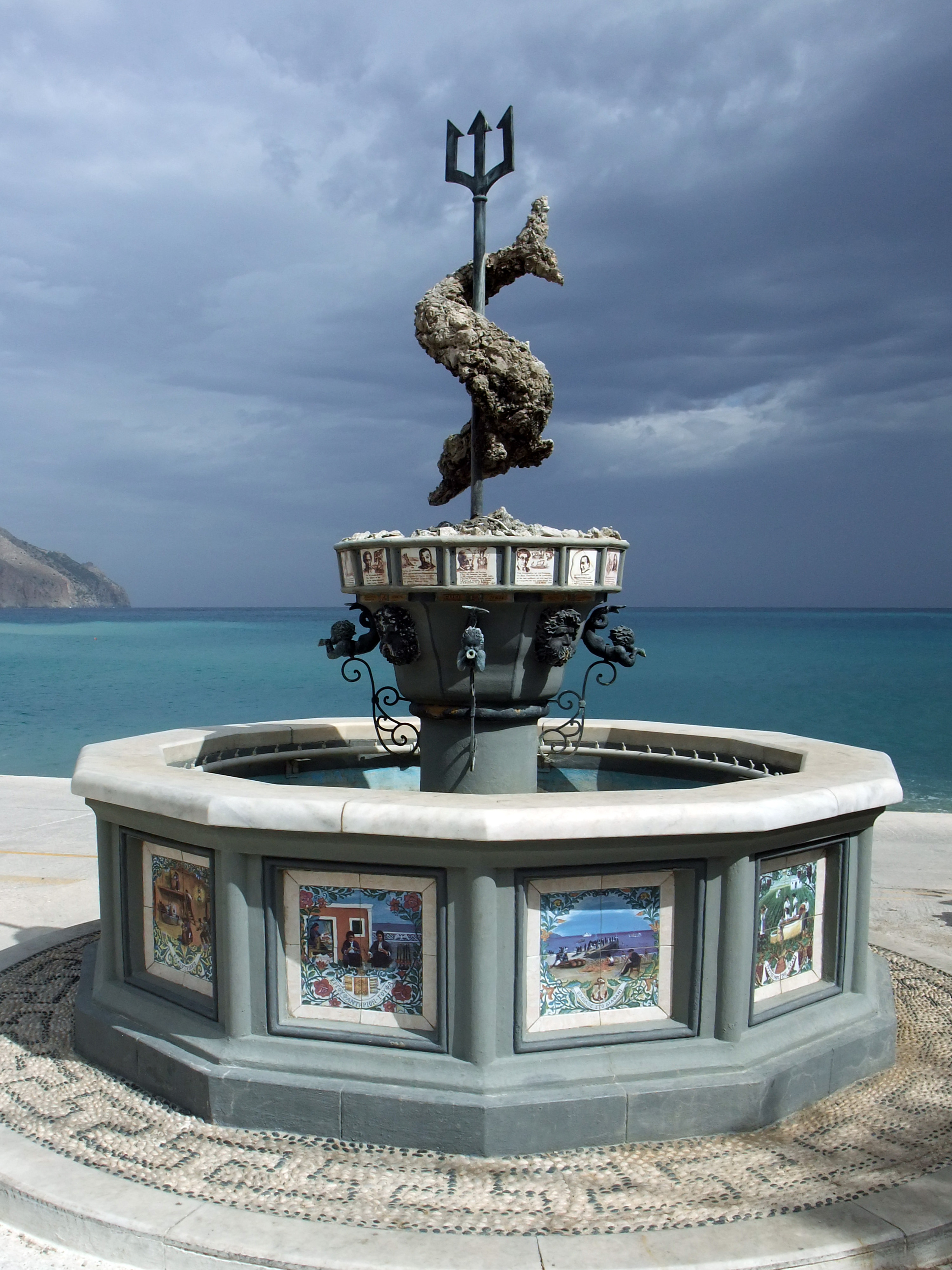
Font de Neptú a Diafani, illa de Càrpatos

En les llegendes i relats hindús Xiva, déu hindú que sosté un trident a la mà, utilitza aquesta arma sagrada per lluitar contra la negativitat en forma de criatures malvades. També s'utilitza el trident en les gunes o qualitats que componen l'univers i que s'esmenten en la filosofia vèdica índia: sāttvika, rājasika i tāmasika.
En el mite grec, Posidó va usar el seu trident per crear fonts d'aigua a Grècia i també el cavall. Posidó, a més de ser déu del mar, també va ser conegut com l'«Agitador de la Terra» perquè quan la va colpejar amb ira va causar forts terratrèmols que van originar alhora grans onades, tsunamis, i tempestes marines. En relació amb els seus orígens pesquers, el trident s'associa amb Posidó, el déu del mar en la mitologia grega i el seu homòleg romà Neptú.
En el mite romà, Neptú també usava un trident per crear nous cossos d'aigua i provocar terratrèmols. Un exemple artístic es l'obra coneguda com a Neptú i Tritó, de Giani Bernini.
En la religió taoista, el trident representa la trinitat taoista, els Tres Purs. En els rituals taoistes s'utilitza una campana trident per convidar la presència de deïtats i convocar esperits, ja que el trident significa la màxima autoritat del cel.
El trishula del déu hindú Xiva és una arma de representació sud-oriental asiàtica, particularment tailandesa, d Hanuman, un personatge de Ramayana.
Els sacerdots jueus (Kohanim) solien prendre les seves racions d'ofrenes amb una forquilla.
El glif o sigil representa el planeta Neptú en astronomia i astrologia.

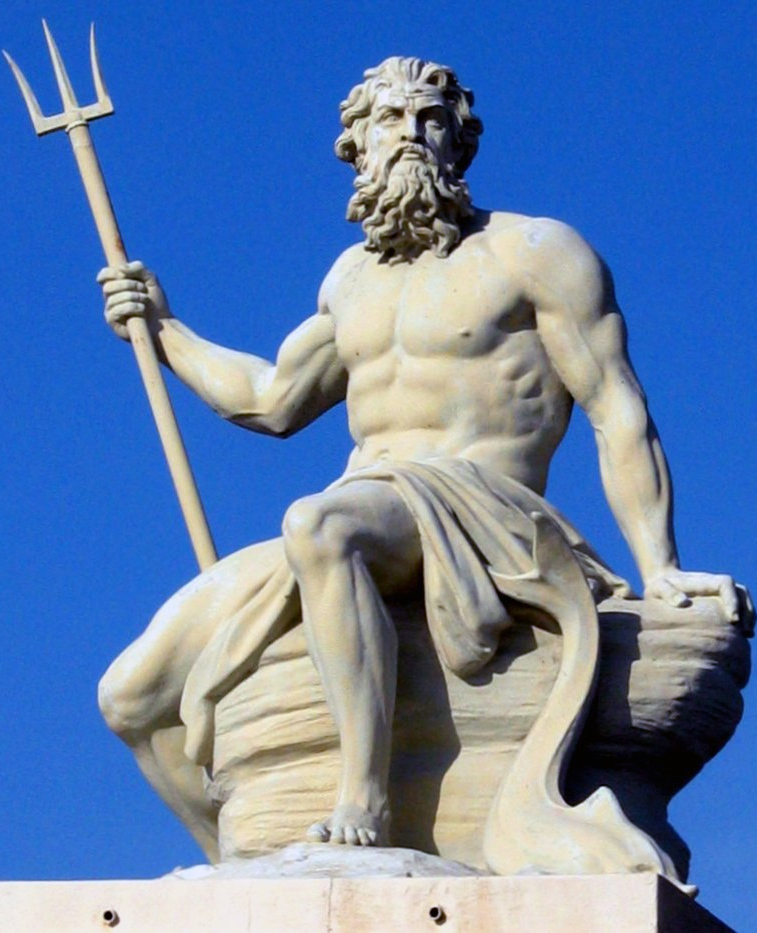
Escultura de Posidó al Port de Copenhaguen

Posidó va substituir Oceà com el Senyor dels mars després del Titanomàquia, episodi mític que va succeir quan els déus van triar Zeus com el seu rei i l'Olimp la seva residència. Es va convertir en el seu símbol del poder, que va anar acompanyat de tres animals: el cavall, el toro i el dofí.

## Pel·lícules modernes

### Percy Jackson & the Olympians

#### The Lightning Thief
Aquesta és la primera pel·lícula on es veu que Posidó utilitza el seu Trident en l'ocasió on primer coneix a Percy Jackson a l'Olimp a la Sala Reial.

#### The Titan's Curse
Al consell dels déus sobre el solstici d'hivern, Posidó es troba al costat del judici del seu fill, Percy. Quan declara que no permetria la mort de l'Ophiotaurus, el seu Trident el tenia a la mà mentre s'enfadava amb la situació.

#### The Battle of the Labyrinth
A Mt. Saint Helens, els telequines, van afirmar que ells eren els que van fer el trident de Posidó. Però això no s'ha pogut demostrar.

#### The Last Olympian
Durant la Batalla de Manhattan, Percy puja a l'Olimp i s'assenta al tro dels seus pares, que estava prohibit, tot i que ho va fer per tal de cridar l'atenció del seu pare. Posidó no sabia qui era qui s'atrevia a desobeir les regles i seure al tro. Estava decidit castigar a qualsevol que ho hagués fet, però es va adonar que era el seu fill Percy. A mesura que el ferotge gegant de la tempesta Tifó va començar la seva darrera càrrega sobre l'Olimp, Posidó va entrar al riu Hudson. Posidó aconseguí copejar el tifó amb el seu trident amb la finalitat de ferir i debilitar severament la tempesta geganta.

### Aquaman
En el moment de l'atemptat de 2018, el personatge Aquaman, protagonista principal de la pel·lícula, va a la recerca del llegendari Trident de Posidó perdut pels atlants i que el permetrà governar a tots els oceans i unir el món aquàtic i terrestre, com argument principal del film.

## Política
Existeixen alguns països que han adoptat el trident com emblema o escut nacionals. Així, el Tryzub, Escut d'Ucraïna, l'adoptà el 1918, en una reinterpretació d'un emblema medieval que probablement representava un falcó en vol de caiguda, com l'emblema de Staraya Ladoga. També es l'emblema nacional a la bandera de Barbados.

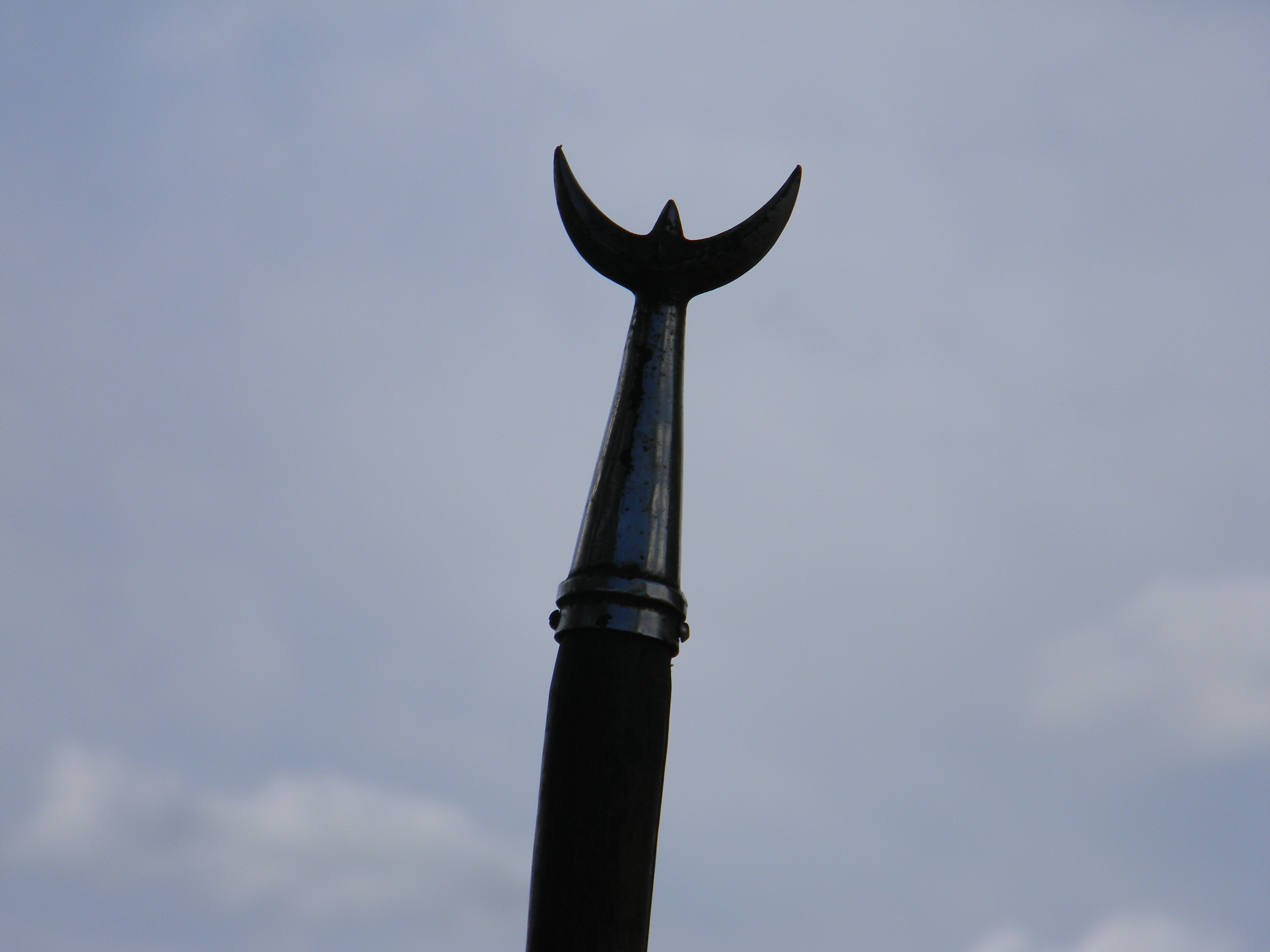
Trident camargués utilitzat pels gardians que tenen cura dels toros semisalvatges

Les tres «punxes de la ira del poble», van estar incorporades per l'organització revolucionària antisoviètica russa: l'Aliança Nacional de Solidaritat Russa (NTS).

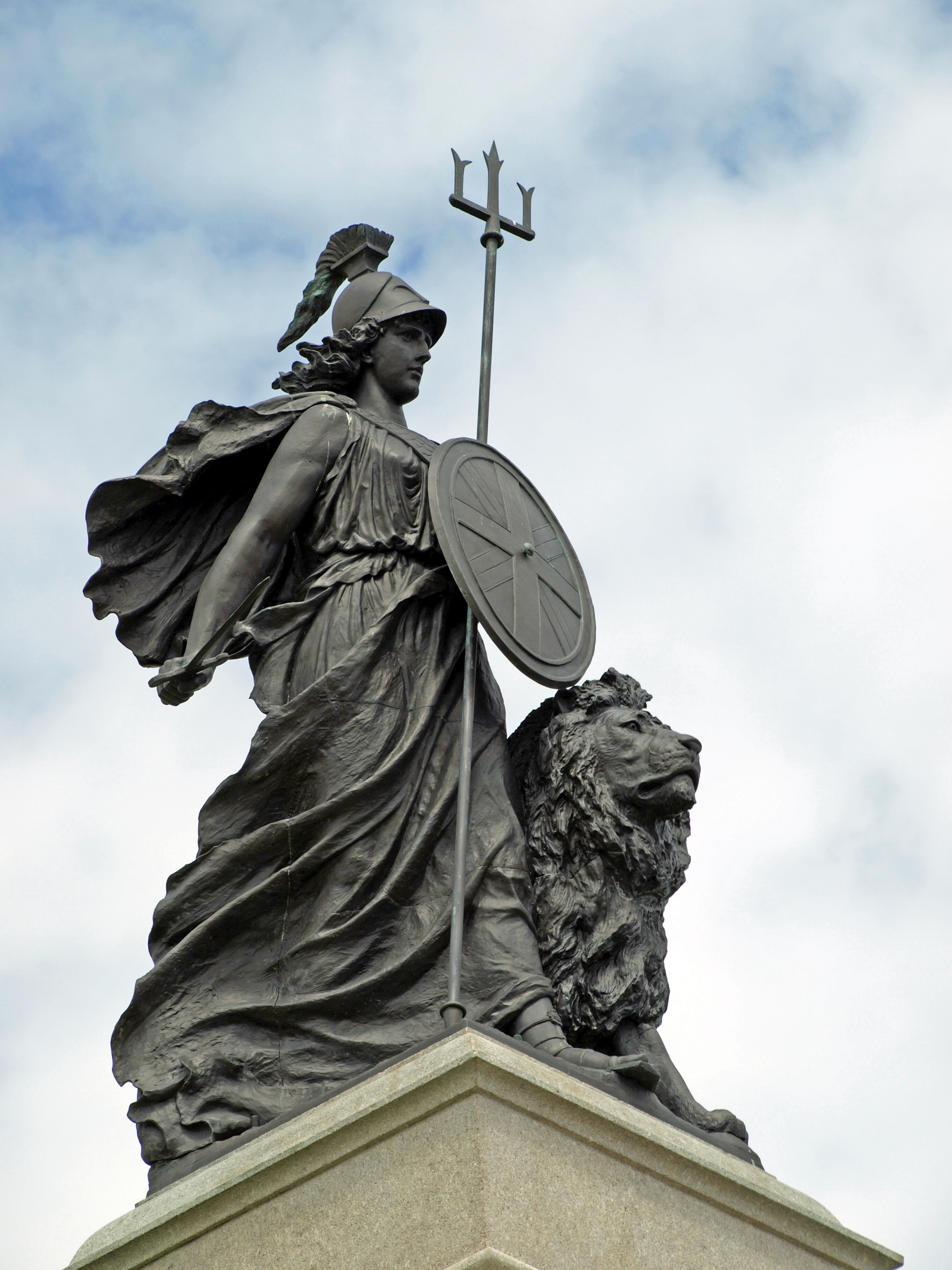
El Memorial de l'Armada a Plymouth representant a Britànnia amb el seu trident, que ha esdevingut la personificació femenina de la Gran Bretanya

Britànnia, terme grecoromà al que es referia la regió de Gran Bretanya habitada pels britans, ha esdevingut la personificació nacional de la Gran Bretanya. Després de l'Acta d'Unió (1707), que va unir els regnes d'Anglaterra i Escòcia, la personificació de Britànnia marcial va ser utilitzada com a símbol del govern i la unitat de l'Imperi Britànic.

## Ús civil

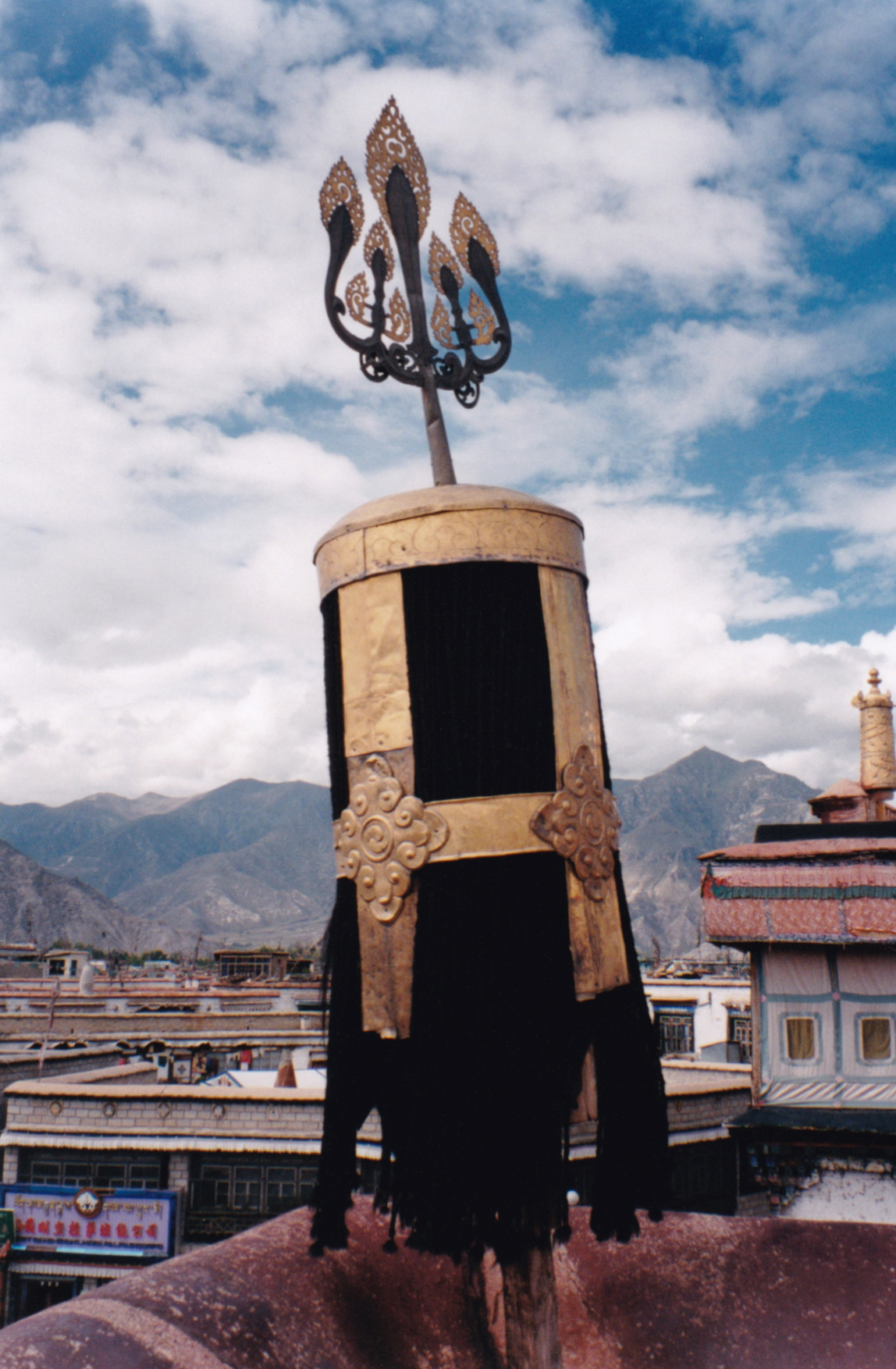
Dhvaja, a la teulada del temple de Jokhang. Lhasa, Tibet

Els tridents formen part de la simbologia d'alguns equips esportius. Entre altres, s'incorpora a la imatge de l'equip de la de la University of Washington i Lee. També ha estat el símbol des de juny del 2008 dels equips dels Trigons de la University of Missouri-St. Louis. El Sparky the Sun Devil, es la mascota de l'Arizona State University, la qual té un trident que es va redissenyar com a símbol autònom.
Empreses i entitats utilitzen el trident com a emblema de la seva empresa. Així el podem trobar en el logo dels Mariners de Seattle. També com un element mes de la bandera de la Sea Shepherd Conservation Society. Fins i tot es el logotip de la fàbrica d'automòbils Maserati. El Club Méditerranée utilitza així mateix el trident en el seu logo. El Hawker Siddeley Trident, era un avió de reacció britànic de tres motors del 1960 que tenia el trident com a emblema. Per altra banda, el trofeu de la cursa del Tirreno-Adriàtica l'utilitzava el trident com a emblema.
Els cavallers de la Camarga, coneguts com a Gardians, utilitzen tradicionalment un trident per fer obeir als toros semisalvatges que pasturen per aquesta regió pantanosa situada al delta del Roine, entre la Provença i el Llenguadoc.

## Emblemes militars
Forces militars de l'hemisferi nord utilitzen el símbol del trident. Així el trobem juntament amb Posidó com emblema de la 31a Brigada dels USA. El United States Naval Special Warfare Command, i les insígnies especials de la guerra, utilitzades especialment pels United States Navy SEALs, incorporen un trident que representa les tres forces (mar, aire i terra) de les seves operacions especials. Part de la cimera de colors daurades de l'Acadèmia Naval dels Estats Units, està representada per un trident que se situa verticalment en el fons. Les crestes de 13 ena classe dels 18 submarins de la classe Ohio de la Marina dels Estats Units tenen trets punxes prominents, com a símbol del poder marítim, i en referència a les seves càrregues de míssils Trident D-5. El trident també es una distinció de qualificació de la Guàrdia Costanera dels Estats Units, Marine Science Technician.
A banda de l'exèrcit nord-americà també trobem el trident com a símbol de la Guàrdia Costera Sueca, Kustjägarna. A Mongòlia, el Tugh es l'emblema que utilitzen els Guardes d'Honor de Mongòlia. La seva punxa en forma de mitja lluna en posició horitzontal s'ha pogut relacionar amb el trident però te més a veure amb el culte als esperits guardians de les religions tengrianistes del pobles asiàtics. El budisme tibetà utilitza un estendard conegut com a dhvaja que tindria el seu origen en l'antic hinduisme i que el trobem ja identificat en els textos mítics del Rigveda.

## Galeria

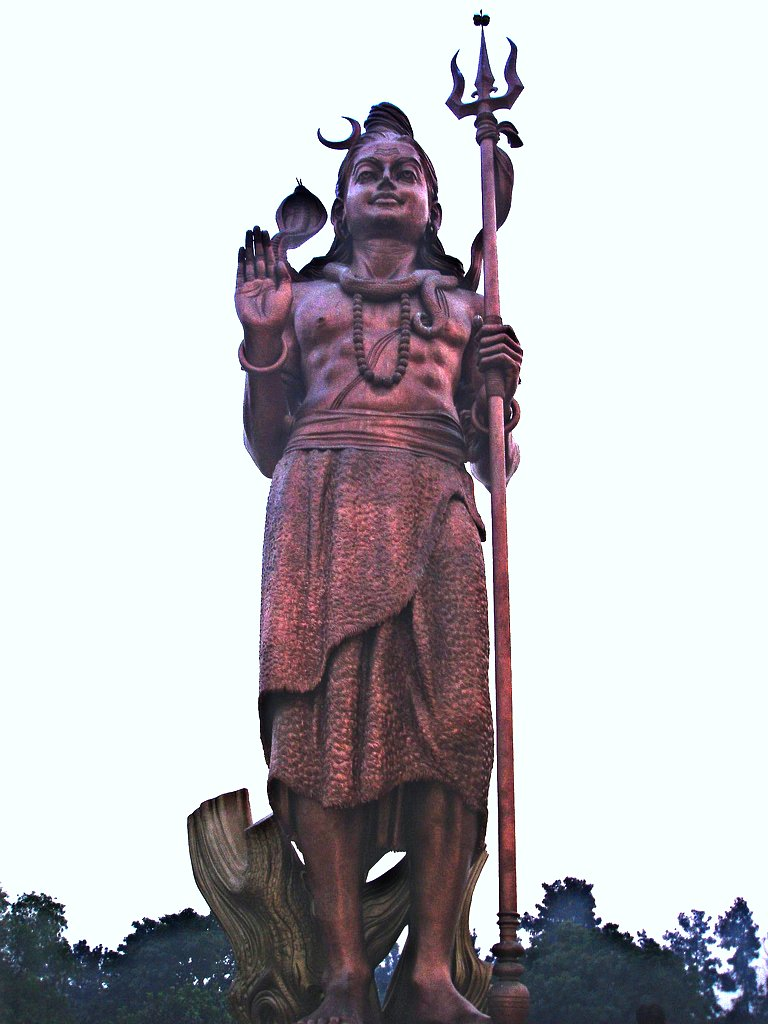
Una estàtua de la deessa hindú Xiva, sostenint la trishula, prop de l'Aeroport Internacional Indira Gandhi, Delhi
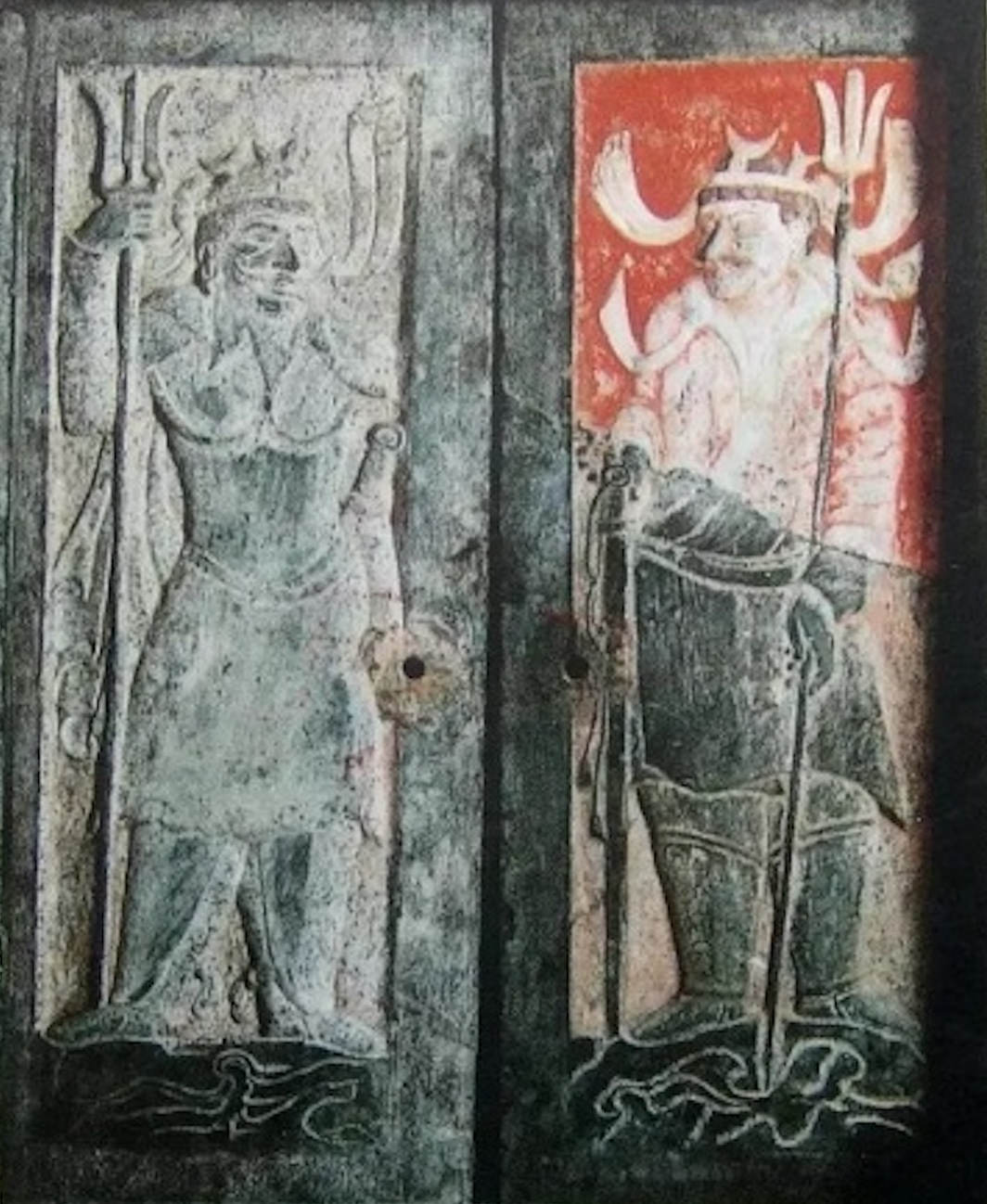
Dues deïtats guardianes en una antiga tomba xinesa, de les Dinasties Meridionals i Septentrionals a la Dinastia Tang, excavades a la ciutat de Yulin, província de Shaanxi, ambdues sostenint tridents.
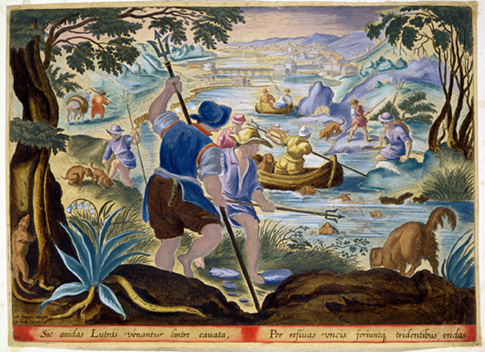
Pescadors holandesos «Pescant amb tridents» publicat a Venationes Ferarum, Avium, Piscium (holandès) gravat del segle xvi-xvii fet per Jan Collaert II
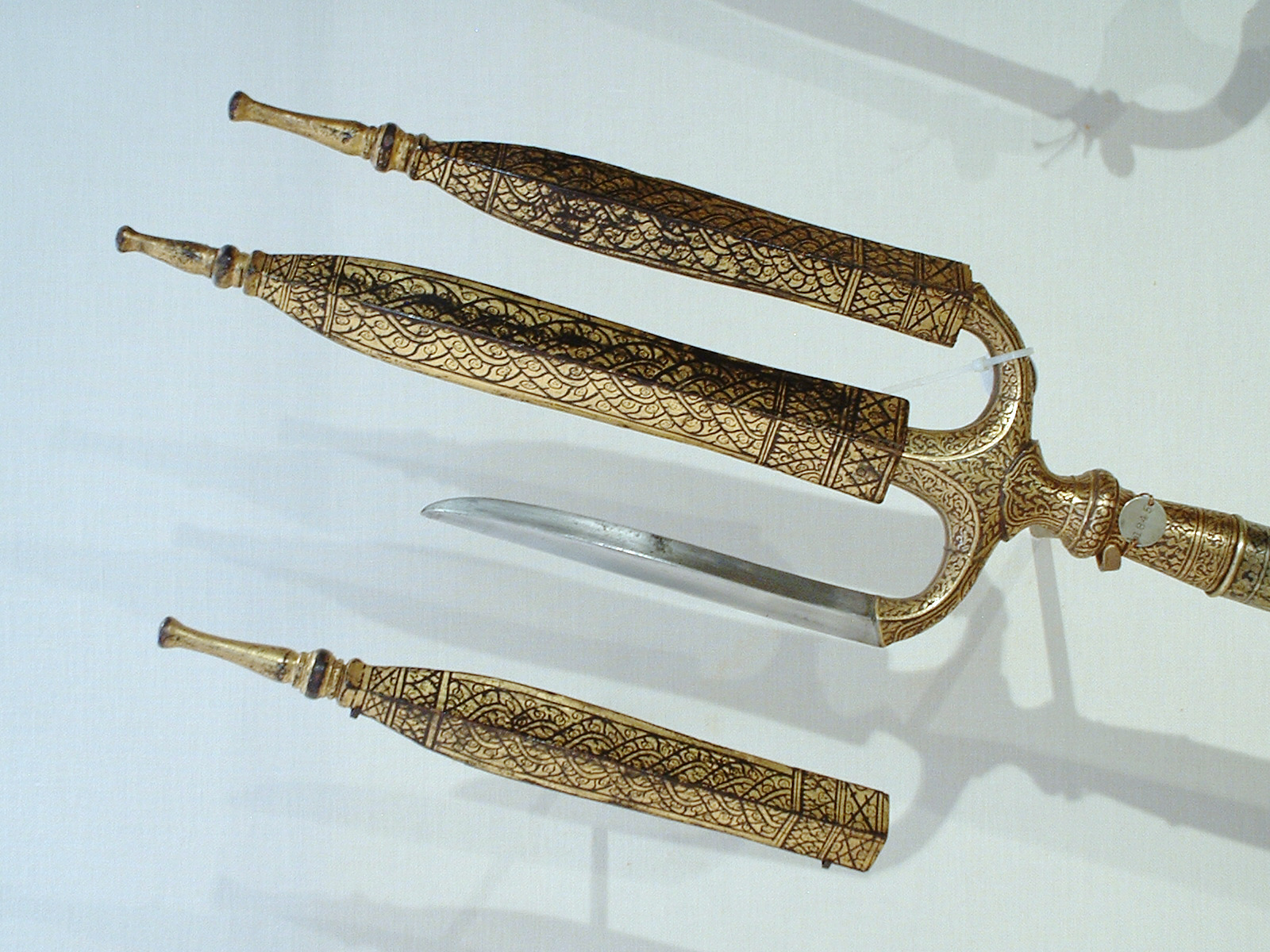
Trident, Birmà, segle xviii
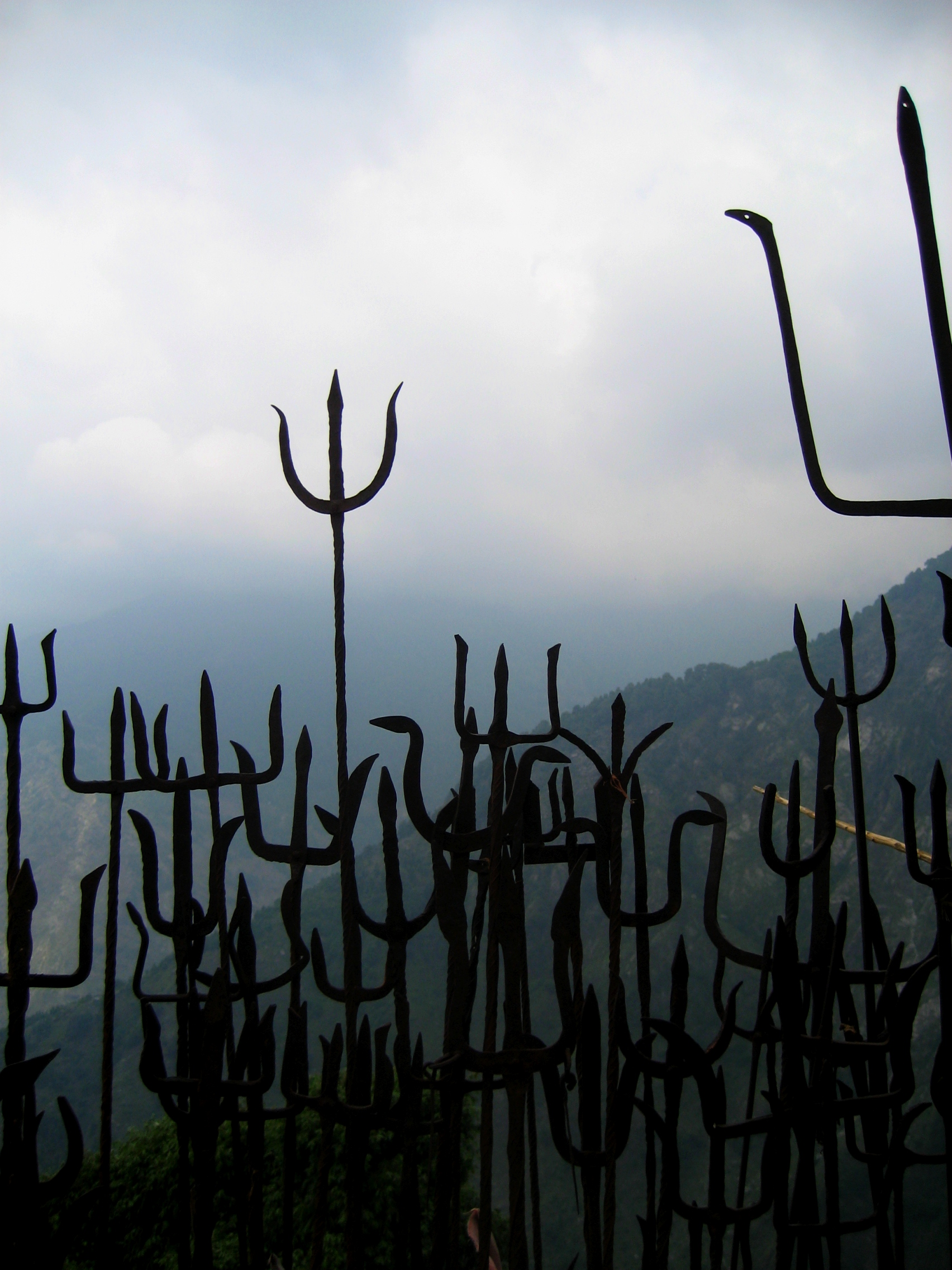
Tridents (Trishula) com a ofrenes a Guna Devi, prop de Dharamsala, Himachal Pradesh, Índia
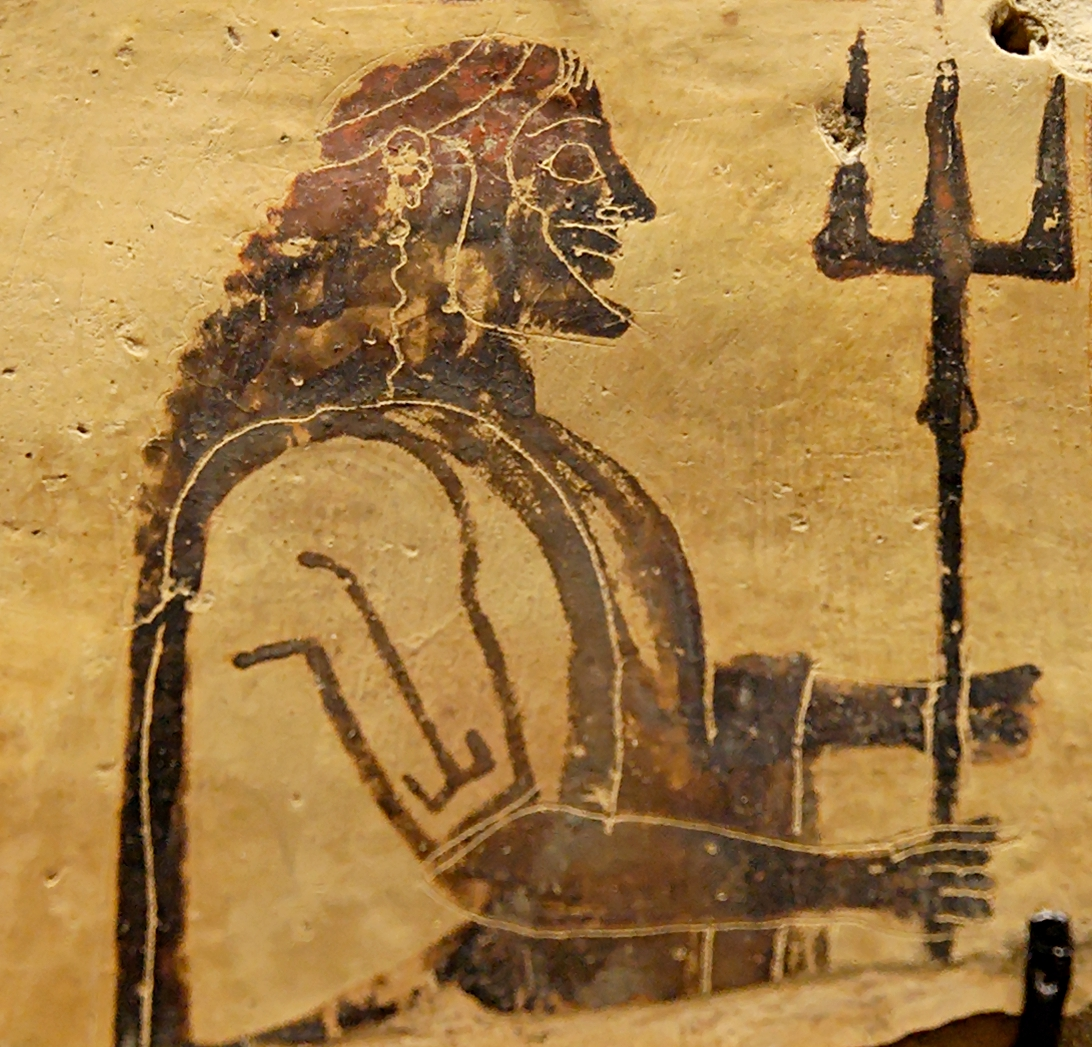
Posidó sostenint un trident. Placa coríntia, 550–525 aC. de Penteskouphia.
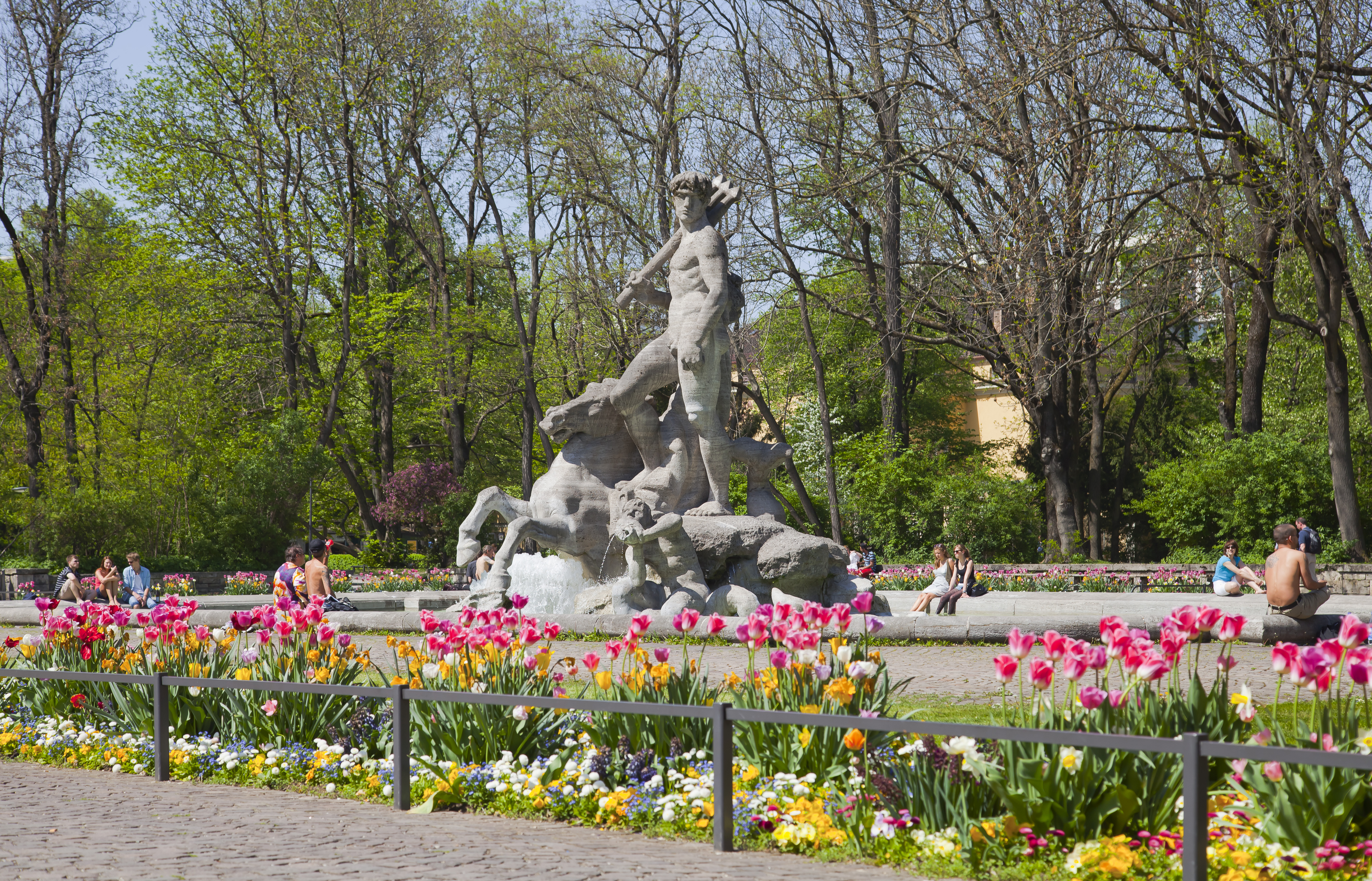
Font de Neptú al Alter Botanischer Garten de Múnic
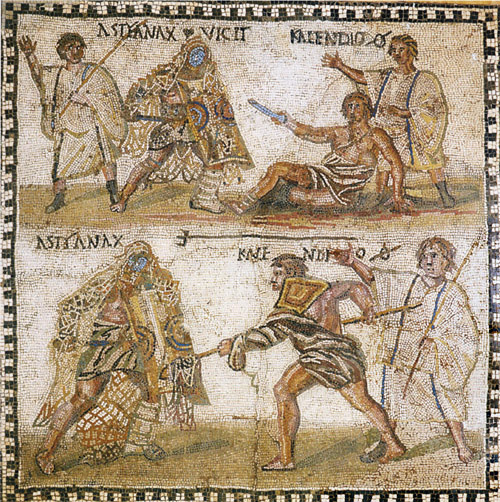
Mosaic del Museu Arqueològic Nacional de Madrid mostrant un retiarius, amb trident i xarxa, lluitant contra un secutor, amb escut, casc i espasa curta.

## Nomenclatura botànica
Una sèrie d'estructures biològiques es descriuen com a aparença de trident. Des de almenys fins a finals del segle xix, la forma del trident es va aplicar a certes formes botàniques. Per exemple, es va descriure certes espècies d'orquídies que tenia llavis en forma de trident en obres botàniques antigues. A més, en la literatura botànica actual, certes bràctees tenen una forma de trident (p. Ex. Avet de Douglas).